# Гюлер, Серап
Серап Гюлер (нем. Serap Güler; род. 7 июля 1980, Марль) — немецкий политик. Член Христианско-демократического союза Германии. Депутат Бундестага XX созыва (с 2021 года). Государственный секретарь по вопросам интеграции в Министерстве по делам детей, семьи, беженцев и интеграции земли Северный Рейн-Вестфалия (2017—2021).

## Биография
Серап Гюлер родилась 7 июля 1980 года в городе Марле, Германия в семье турецких мигрантов. Её отец был шахтером, рабочий стаж которого составил 40 лет, её мать работала уборщицей. В 1999 году Серап сдала экзамен на аттестат зрелости и получила образование специалиста по гостиничному делу. С 2002 по 2007 год изучала коммуникационные исследования и германистику в Университете Дуйсбург-Эссен, по окончании которого получила степень магистра искусств. Свою профессиональную карьеру Гюлер начала в Министерстве по делам поколений, семьи, женщин и интеграции земли Северный Рейн-Вестфалия, сначала в течение полугода в качестве служащей, затем до 2010 года в качестве референта в кабинете министров министра Армина Лашета.
После государственных выборов в земле Северный Рейн-Вестфалия в 2010 году она перешла в Министерство здравоохранения Барбары Стеффенс в качестве пресс-секретаря в ранге правительственного советника.
Гюлер мусульманка, замужем и с 2010 года является гражданкой Германии.

## Политическая карьера
Гюлер является членом Христианско-демократического союза с 2009 года. в 2014 году была избрана заместителем председателя ХДС в Кёльне.
На выборах в ландтаг земли Северный Рейн-Вестфалия в 2012 году была избрана в законодательный орган штата по списку. В 2017 году баллотировалась в избирательном округе Кельн VI, не сумев получить мандат, она была назначена в кабинет Лашета государственным секретарем по вопросам интеграции в Министерстве по делам детей, семьи, беженцев и интеграции. Ушла с этого поста после того, как в октябре 2021 года стала депутатом Бундестага. В Парламенте XX созыва является полноправным членом Комитета обороны, а также заместителем члена Комитета внутренних дел.

## Общественная позиция
Во время протестов в 2013 году против авторитарной политики правительства Реджепа Тайипа Эрдогана Серап Гюлер находилась в Турции. Она критиковала Эрдогана и его правительство за то, что они „хотят навязать населению свое мнение и свой образ жизни“.
После российского вторжения на Украину Гюлер призвала к перевооружению Бундесвера, а также к введению газового эмбарго против России и снижению цен на энергоносители. Гюлер высказалась за лучшую защиту женщин, бежавших из Украины.

## Публикации
- „Свобода вероисповедания – ключ к миру“ Кристофа Клаузинга (Х.Г.): Кельнские принципы 1945 года и по сей день. Поиск фирменного ядра христианской демократии. Литературное издательство, 2018. стр. 75-80. ISBN 978-3-643-14103-3